# Cymbial dorso-basal process
Cymbial dorso-basal process (CDBP, dosł. grzbietowo-nasadowy wyrostek cymbialny) – element męskich narządów rozrodczych niektórych pająków.
CDBP ma postać kolczastego wyrostka osadzonego na grzbietowo-nasadowej powierzchni cymbium. Może być ustawiony równolegle lub prostopadle do osi długiej cymbium. Występuje u niektórych kwadratnikowatych np. u Tylorida striata. U Metleucauge eldorado obecny jest zarówno ten wyrostek jak i CEDP, co świadczy o braku homologii między tymi narządami.